# Bigarello
Bigarello est une frazione de la commune de San Giorgio Bigarello dans la province de Mantoue, dans la région Lombardie en Italie.

## Communes limitrophes
Castel d'Ario, Castelbelforte, Roncoferraro, Sorgà